# Bitter

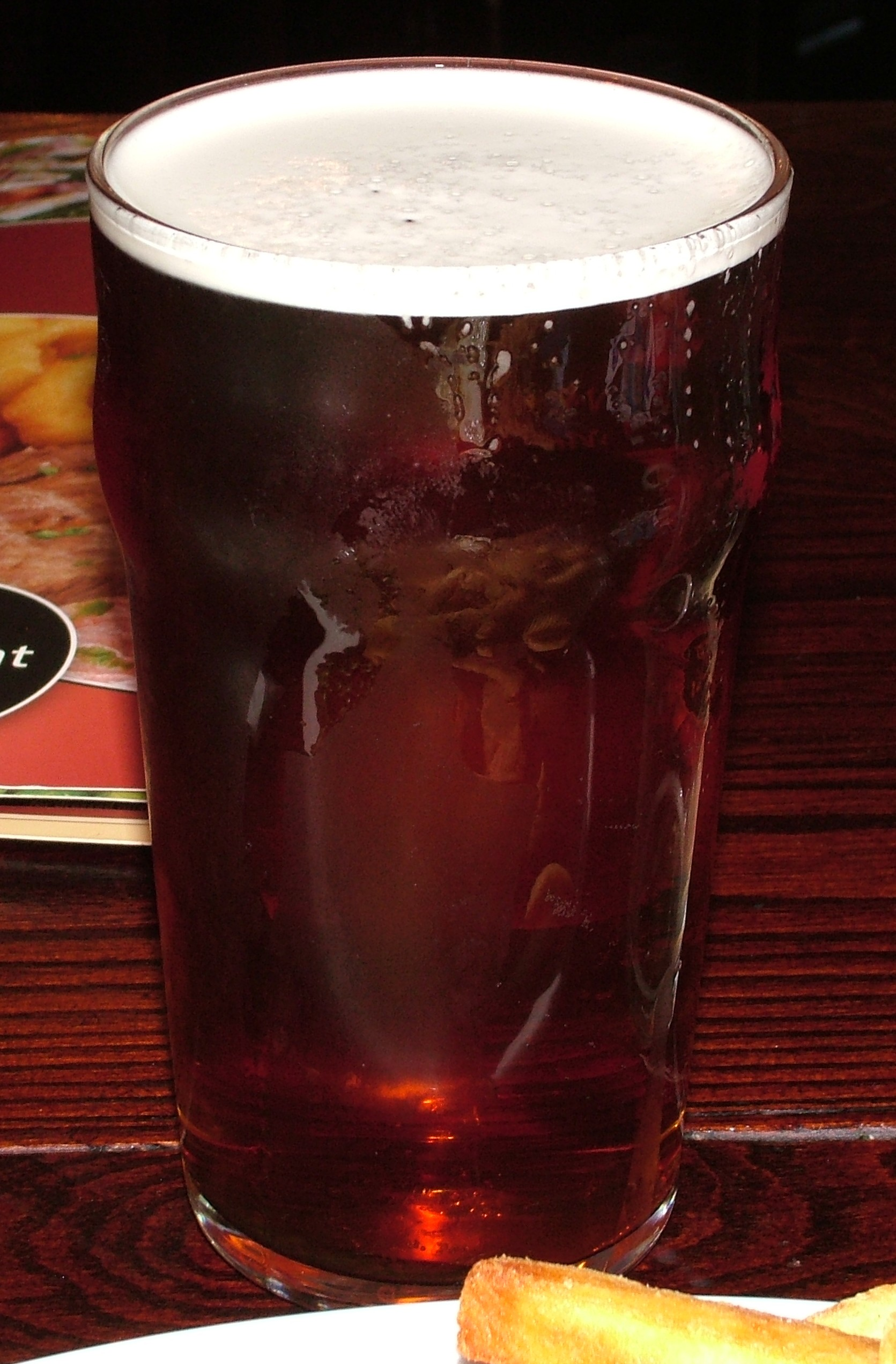
Una Pinta de Bitter

La bitter es un tipo de cerveza inglesa, derivada originalmente de la pale ale (cerveza inglesa pálida). 
Una versión más fuerte de la misma se ha convertido en una popular cerveza en botella. El ingrediente principal es cebada malteada, agregándose lúpulo para mejorar las características, y para dar un olor y gusto distintivos.
Las bitter cubren una amplia variedad de sabor, aroma y aspecto. Estos incluyen cobre, malta, seca y dulce. En Yorkshire la Bitter tiende a tener la parte superior cremosa, mientras que en la Inglaterra sur oriental la cerveza es generalmente más de lúpulo y servida sin la parte superior.
En Escocia, se conoce como heavy a la cerveza amarga, mientras que como a pint of heavy (literalmente: una pinta de pesada, un poco pesada) a la cerveza no muy amarga.

## Principales cervecerías
Las principales cervecerías son:
- Abbeydale Brewery de Abbeydale, Sheffield
- Adnams
- Arkells
- Bank's
- Beards of Sussex de Herstmonceux
- Brakspears
- Eldridge Pope
- Everards of Narborough, Leicestershire
- Fuller's de Chiswick, Londres.
- Gales Ales.
- Greene King de Bury St Edmunds.
- Hall and Woodhouse.
- Harveys de Lewes, Sussex Este.
- Hogs Back Brewery, Surrey
- Kelham Island Brewery de Sheffield
- Mansfield Brewery de Mansfield, Nottinghamshire.
- Marstons
- Shepherd Neame de Faversham, Kent – Supuestamente, la fábrica británica de cerveza más antigua.
- Robinsons Brewery
- Ringwood Brewery
- Samuel Smith's Old Brewery
- Tetley's
- Theakston's
- Titanic Brewery de Burslem, Stoke-on-Trent
- Whitbread incluyendo Brickwoods y muchas otras.
- Youngs de Wandsworth, Londres